# 尼古拉·采德
尼古拉·格里戈里耶维奇·采德（羅馬化：Nikolay Grigor'yevich Tsed；1959年10月10日—）是俄罗斯政治人物，第八届国家杜马代表。
采德曾任军事体育学院研究员。后来，他开始在莱斯加夫特国立体育运动与健康大学工作。1994年至1997年，采德担任圣彼得堡格斗队教练。2010年至2012年，采德担任科斯特罗马州副州长，时任州长为伊戈尔·阿尔宾。2013年4月23日，谢德被任命为滨海区行政长官。2021年9月起，他担任第八届国家杜马代表。

## 制裁
采德于2022年因俄乌战争而受到英国政府制裁。